# عدنان شریفی
عدنان شریفی یکی از بازیکنان فوتبال ایران است. این بازیکن در طول در دوران حضورش، در تیم‌های مختلفی من‌جمله برق شیراز مشارکت داشته‌است.